# Phaulula
Phaulula is een geslacht van rechtvleugeligen uit de familie sabelsprinkhanen (Tettigoniidae). De wetenschappelijke naam van dit geslacht is voor het eerst geldig gepubliceerd in 1906 door Bolívar.

## Soorten
Het geslacht Phaulula omvat de volgende soorten:
- Phaulula apicalis Liu, 2011
- Phaulula carolinensis Willemse, 1951
- Phaulula compressa Brunner von Wattenwyl, 1891
- Phaulula cornuta Brunner von Wattenwyl, 1891
- Phaulula daitoensis Matsumura & Shiraki, 1908
- Phaulula dammermani Karny, 1926
- Phaulula denticauda Brunner von Wattenwyl, 1891
- Phaulula ensigera Karny, 1926
- Phaulula galeata Hebard, 1922
- Phaulula gigantea Karny, 1923
- Phaulula gracilis Brunner von Wattenwyl, 1891
- Phaulula habroides Karny, 1926
- Phaulula inconspicua Brunner von Wattenwyl, 1891
- Phaulula indica Brunner von Wattenwyl, 1891
- Phaulula laevis Brunner von Wattenwyl, 1878
- Phaulula leefmansi Karny, 1926
- Phaulula lenzi Brunner von Wattenwyl, 1891
- Phaulula longipes Karny, 1926
- Phaulula luzonica Hebard, 1922
- Phaulula macilenta Ichikawa, 2004
- Phaulula malayica Karny, 1926
- Phaulula neglecta Karny, 1931
- Phaulula peregrina Brunner von Wattenwyl, 1891
- Phaulula phaneropteroides Brunner von Wattenwyl, 1891
- Phaulula reticulata Karny, 1926
- Phaulula rugulosa Brunner von Wattenwyl, 1878
- Phaulula sumatrana Brunner von Wattenwyl, 1891
- Phaulula trukkensis Willemse, 1951